# Beregdaróc
Beregdaróc is een plaats (község) en gemeente in het Hongaarse comitaat Szabolcs-Szatmár-Bereg. Beregdaróc telt 855 inwoners (2001).